# Trioza quadrifasciata
Trioza quadrifasciata är en insektsart som beskrevs av Miyatake 1972. Trioza quadrifasciata ingår i släktet Trioza och familjen spetsbladloppor. Inga underarter finns listade i Catalogue of Life.